# Daniel René
Daniel René Weider Garcini (Houston, Texas, 25 de julio de 1982), conocido como Daniel René) es un cantante, presentador y productor musical estadounidense de origen hispano. Es conocido por haber formado parte del grupo musical MDO y posteriormente se lanzó como solista. Formó parte de la gira 90s Pop Tour y actualmente es productor en The Rhythm Rehab. Ha sido conductor de la temporada 1 y 2 del programa de HBO Latino, A Tiny Audience. 

## Biografía
Daniel René nació en Houston, pero se crio en Miami donde actualmente reside. Mide 1.78 cm sus ojos son verdes y su cabello natural es castaño oscuro. Sus padres son Norman y Lourdes y hermanos se llaman Lourdes (Luly) y Michael. Daniel es también amante de los perros. 
A la edad de 4 años le comentó a su familia que deseaba ser artista. Posteriormente a la edad de 9 años se desempeñó como modelo para marcas como Tommy Hilfiger Kids, Perry Ellis y Ray Ban. Su experiencia como modelo lo llevó a otra faceta artística en donde fue elegido como actor para participar en la producción teatral de Oliver para Miami’s Actors Playhouse. Cuando estaba en 8° grado, audicionó junto a cientos de niños para entrar a la New World School of the Arts en Miami en el área de Teatro Musical y Música. Daniel fue uno de los 10 seleccionados de cada categoría. 
Para él sus mayores influencias en la música son Luis Miguel y Jon Secada. En 1997 cuando contaba con 15 años fue seleccionado para ser miembro de MDO, la nueva generación de Menudo.
En 2007 participó en la telenovela "Pecados Ajenos" transmitida por Telemundo en donde compartió créditos con Mauricio Islas y Lorena Rojas. Daniel interpretó a "Tony" un adolescente abusivo. En esta novela también participó Pablo Portillo y Lorenzo Duarte, ambos integrantes de MDO.

## Carrera musical

### 1997
Daniel René inició cuando tenía 14 años, y fue integrante en el grupo Menudo/MDO. Él es la voz principal del tema “No Puedo Olvidarme de Ti”, el cual es uno de las canciones más populares de la agrupación en su etapa como MDO, así como "Háblame de amor" mismas que aparecen en el álbum titulado MDO en 1997. 

### 2003
Después del éxito obtenido, Daniel René inicia su carrera como solista en 2003 y bajo Univisión Music Group lanza al mercado “Daniel René”, producido por Rudy Pérez. El disco homónimo incluye las canciones “No me tortures” y el éxito “El deseo de ti”,  a dueto con la cantante tejana Jennifer Peña. Gracias a este producción, es nominado a “Mejor Nuevo Artista” en “Premios Lo Nuestro” y “Premios Tu Música”.

### 2007
En 2007, Daniel René lanza su segunda producción como solista titulada  “Adicto” en donde el artista coescribe todas las canciones del álbum. En este material se plasman con influencias latin rock / pop y colaboró con Randy Barlow, Francesco Sondelli, Cristian Delano, Rafael Esparza, entre otros. Con este disco realizó giras en distintos países de Latinoamérica. 

### 2010
En este año abre la casa productora "The Rhythm Rehab” en donde colabora con otros artistas y es en donde el da rienda suelta a su creatividad siendo su fuerte, las fusiones musicales.

### 2011
Participa en la gira de MDO 10 Aniversario que comienza en Puerto Rico en junio.

### 2012
En este año con "The Rhythm Rehab"  presenta el disco "Rebirth". Daniel no solo interpretó la mayoría de las 17 canciones, sino que también fue cocompositor y productor de todo el disco. TRR contó con la participación de Michael Cosculluela, Liza Quin, Jesse Chirino, Anthony Galindo (Papi Joe) y The Club. 

### 2017
Recientemente Daniel ha dado a conocer su tercer disco como solista titulado "Name is I". Este disco será el primero en que Daniel se encarga de todo completo incluyendo composición, producción e interpretación. El disco tiene 12 canciones en inglés y español que ha decidido lanzar una canción a la vez por varias semanas consecutivas. En 2017 lanzó el sencillo “Name Is I”. Posteriormente dio a conocer las canciones “Así” y "Superficial", mientras que en marzo de 2018 salió "Aftermath" una canción muy personal y sobre la que el mismo Daniel comenta:
"Esta es la primera vez que hablo públicamente de mi adicción a las drogas. Es algo muy grande para mi porque fue un momento muy oscuro en mi vida. Hoy dejo el miedo de ser juzgado porque ya no me siento como la misma persona. Luche por mucho tiempo pero encontré la guianza que necesitaba y todos los días estoy trabajando para ser la mejor versión de mi. Se que muchos se dieron cuenta de que yo no estaba bien y aun así permanecieron a mi lado, quiero que ustedes sean parte de esta parte de mi vida, la mejor parte. La parte que es positiva y que encontró nueva felicidad al aprender a quererme a mi mismo. Esta canción habla sobre donde me llevo la oscuridad y es un buen recordatorio de la persona en la cual me convertí. Gracias por siempre apoyarme pero aún más importante, Gracias por quererme cuando yo no sabia como hacerlo"

## Como actor
- "Tony" en la telenovela Pecados Ajenos (Telemundo)[3]
- "Oliver López" en Boca de Limonada.

## 90s Pop Tour
A finales de 2017 Daniel René se presenta con la alineación de MDO is Back como parte de la exitosa gira 90s Pop Tour, al lado de OV7, Fey, Litzy, Caló, JNS, Beto Cuevas y Lynda. En el álbum en vivo del 90s Pop Tour 2, Daniel interpreta "No Puedo Olvidarme de Ti". El 30 de noviembre se presentaron en la Ciudad de México, además de varias ciudades como Cancún, Puebla, Guadalajara y Monterrey.

## Colaboraciones
- Con Jennifer Peña en el dueto "El deseo de ti" (2003)
- Con Shery dueto  "El amor" (2007)
- Con Jük en el álbum “He=emcee Squared (enlace roto disponible en Internet Archive; véase el historial, la primera versión y la última).” las canciones “Behind Closed Doors”, “Crave It”, “Watch Out” y “Open Your Eyes”
- Con Alondra dueto "Toda la noche" (2010)
- Con Sunny Zoe “My girl” (2013)
- Con Alonso Middle "My Legacy" (2018)

## Discografía

### "MDO" (1997) con el grupoMDO
- No Puedo Olvidarte
- Volverás
- Ay Amor
- Ay Cariño
- No Me Envenena Más
- A Bailar
- Háblame de Amor
- Súbete a Mi Moto
- Así No Más
- Dame una Caricia

### "I Take It Back" (2000)
- I Take it Back
- Just for Tonight
- Give Me a Chance
- Obsession
- The Love of Your Life
- Tell Me
- Lost Without You
- I Won't Let You Down
- All That You Want
- Was it Something I Didn't Say
- Just Let Me Go
- Is It Wrong

### "Daniel René" (2003)
- No Me Tortures
- Jamás
- El Deseo De Ti (Ft. Jennifer Peña)
- A Cambio De Tu Amor
- Mentiras
- Yo Dudo Que Con El
- Indecible
- El Amor Que No Te Di
- Por Ti
- Yo No Quiero Ser El Último

### "Adicto" (2007)
- Los Elementos
- Por Ti Para Ti
- Dentro de Mi
- Adicto
- No Digo No
- No Queda Nada
- Telarana
- Bella Durmiente
- Una Y Otra Vez
- Para Que Llorar
- Volver a Respirar

### "Rebirth" (2012) con Rhythm Rehab
- Please Hold
- Pictures of Me
- Stalker (Can't Stop Me)
- Este Amor
- The Jacket
- Nemesis
- Diamond Love
- Heart Is On Fire
- Policía
- Polka Dots
- Siquitiqui Hot
- El Candado
- Creepy Crawly
- Pyramids
- Lick It, Suck It
- Se Muere Contigo
- 4 Minutes to Mars
- The Ocean

### "Name is I" (2017/2018)
- No soy tuyo
- Name Is I
- Thoughts of you
- Made for you
- Así
- Superficial
- Aftermath
- Echo
- My Legacy (ft. Alonso Middle)

## Premios
- 2007 Latin Grammy (nominado)
- 2004 Premios Lo Nuestro (nominado)
- 2003 Premio Tu Música (nominado)

## Videografía
- "No puedo olvidarme de ti" (1997)
- "No me tortures" (2003)
- "El deseo de ti" (ft. Jennifer Peña)(2003)
- "No queda nada" (2006)
- "Por ti, para ti" (2007)
- "El amor" a dueto con Shery (2007)
- "Toda la noche"  a dueto con Alondra (2010)
- "The Jacket" (2012)
- "Se muere contigo" (2012)
- "No soy tuyo" (2013)